# Vasovci
Vasa (švédsky: Vasaätten, polsky: Wazowie, litevsky: Vazos) je dynastie švédských (1521–1654) a polských králů (1587–1668).
Jméno dynastie bylo odvozeno od rodového erbu, snopu obilí (švédsky vasa).
Vasové v čele s Gustavem Erikssonem, později nazývaným Gustav I. Vasa, se postavili za oddělení Švédska od Dánska. Prvním králem Švédska se tak po oddělení od Kalmarské unie (1397–1523) stal Gustav Eriksson, jako dědičný král.

## Švédští králové
- 1521–1560 Gustav I. Vasa
- 1560–1568 Erik XIV. Švédský
- 1568–1592 Jan III. Švédský
- 1592–1599 Zikmund Švédský
- 1599–1611 Karel IX. Švédský
- 1611–1632 Gustav II. Adolf
- 1632–1654 Kristýna I.

Jan III. Švédský se v roce 1562 oženil s polskou princeznou Kateřinou Jagellonskou a spojil tak polsko-litevský královský dům Jagellonců se švédským. Dynastie Vasa tak mohla vládnout i v Polsku.

## Polští králové
- 1587–1632 Zikmund III. (syn Jana III.)
- 1632–1648 Vladislav IV.
- 1648–1668 Jan II. Kazimír

V Polsku došlo za vlády obou Zikmundových synů, Vladislava IV. a Jana II. Kazimíra k úpadku Polska. Války s Turky, Ruskem a Švédskem přinesly oslabení království.
Roku 1668 Jan II. Kazimír abdikoval a přesídlil do Paříže.
Poslední mužský potomek rodu Vasa, Jan II. Kazimír, zemřel roku 1672 v Paříži.
Roku 1689 po smrti královny Kristýny I. vymřela švédská linie Vasů. Královská koruna přešla přes ženskou linii Vasů na dům Falcko-Zweibrückensko-Birkenfeldský, vedlejší linii Wittelsbachů.
Potomci ženské linie Vasů (nejprve falčtí Wittelsbachové, později dynastie Holsteinsko-Gottorpská) vládli ve Švédsku až do roku 1818. Poslední kněžna, která byla nazývána princeznou z rodu Vasa, byla královna Karola Vasa-Holstein-Gottorpská (1833–1907), manželka krále Alberta Saského.

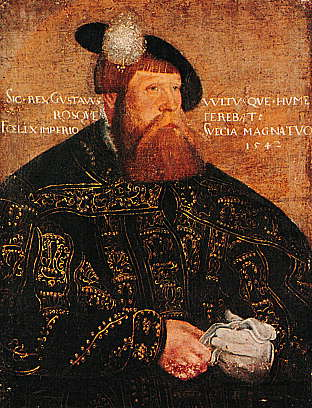
Gustav I. Vasa
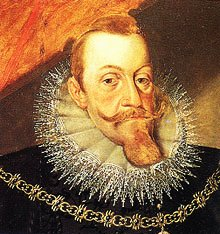
Zikmund III. Vasa